# Tell Me That It's Over
Tell Me That It's Over es el segundo álbum de estudio de la banda de indie rock Wallows, lanzado el 25 de marzo de 2022 a través de Atlantic Records. El álbum siguió su reproducción extendida de 2020, Remote.

## Antecedentes y lanzamiento
El 30 de septiembre de 2021, Wallows lanzó el sencillo principal, «I Don't Want to Talk», junto con un video musical y las fechas de la gira por América del Norte.[cita requerida] El 5 de diciembre de 2021, Wallows anunció el título del álbum y mostró cuatro fragmentos de pistas de audio en un nuevo sitio web. El segundo sencillo del álbum, «Especially You», y su video musical fueron lanzados el 3 de febrero de 2022. La canción fue lanzada junto con fechas de giras internacionales, una lista de canciones, portada y fecha de lanzamiento de Tell Me That It's Over. El tercer sencillo, «At the End of the Day», fue lanzado el 4 de marzo de 2022. Junto con él vino un video musical filmado en Las Vegas, Nevada. El 5 de marzo de 2022 se lanzó un video musical para la quinta pista del álbum, «Marvelous», junto con el álbum. El cineasta y fotógrafo Jason Lester dirigió cada video musical lanzado para Tell Me That It's Over.[cita requerida]
Tell Me That It's Over fue producido por los miembros de la banda Braeden Lemasters, Cole Preston y Dylan Minnette, junto con el ganador de varios premios Grammy, Ariel Rechtshaid. Lemasters describió el álbum de American Songwriter como «el resultado de las relaciones que hemos tenido, y el amor, y ser más adultos, y lo que eso significa y la seriedad de ello, frente a la pérdida de la inocencia al entrar en la edad adulta de nuestro primer álbum».[cita requerida]
A diferencia de su álbum debut Nothing Happens, Tell Me That It's Over se unió con el tiempo con un regreso a algunas demostraciones de 2018 y material más nuevo. Wallows pasó la mayor parte de 2021 haciendo el álbum.[cita requerida]
La sexta pista del álbum, «Permanent Price», presenta la voz de Lydia Night, vocalista principal de The Regrettes y exnovia de mucho tiempo de Dylan Minnette.[cita requerida]

## Promoción
Tell Me That It's Over se lanzó a través de Atlantic Records el 25 de marzo de 2022, en formatos de vinilo, CD, transmisión digital y descarga. Para celebrar el lanzamiento del álbum, Wallows realizó una sesión de preguntas y respuestas y una presentación en vivo en Rough Trade Records en la ciudad de Nueva York el 26 de marzo. El 27 de marzo, la banda tocó en el Music Hall de Williamsburg. La actuación se transmitió en vivo en el canal Twitch de Amazon Music. Finalmente, el 30 de marzo, Wallows interpretó «Marvelous» en Jimmy Kimmel Live! en apoyo de su segundo álbum.
Wallows anunció la gira Tell Me That It's Over Tour en 2021. El 1 de abril de 2022, Wallows realizó el primer espectáculo de la gira en el Paramount Theatre en Seattle, WA. La banda tocó en 10 shows con entradas agotadas antes de tomar un breve descanso. En ese descanso, se presentaron por segunda vez en el Festival de Música y Artes de Coachella Valley en Indio, California. Wallows reanudó su gira el 15 de mayo en Austin, TX. La banda estará de gira a lo largo de 2022 y hasta 2023, con paradas en festivales como Bonnaroo y Arts Music Festival, Lollapalooza, Reading Festival y Leeds Festival. Los invitados especiales Spill Tab, Jordana, May-A y Hatchie se unirán a ellos en el camino.[cita requerida]

## Canciones
Todas las pistas son producidas por Ariel Rechtshaid, excepto donde se indique.
| No.             | Título                             | Escritor(es)                                                                   | Productor(es)          | Duración |
| --------------- | ---------------------------------- | ------------------------------------------------------------------------------ | ---------------------- | -------- |
| 1.              | «Hard to Believe»                  | - Braeden Lemasters - Dylan Minnette - Cole Preston                            |                        | 3:40     |
| 2.              | «I Don't Want to Talk»             | - LeMasters - Minnette - Preston - Rechtshaid - Cole Marsden Greif-Neill       | - Rechtshaid - Preston | 3:43     |
| 3.              | «Especially You»                   | - LeMasters - Minnette - Preston - Rechtshaid - John DeBold - Sachi DiSerafino |                        | 3:01     |
| 4.              | «At the End of the Day»            | - LeMasters - Minnette - Preston - Sarah Aarons - Nate Mercereau               |                        | 3:53     |
| 5.              | «Marvelous»                        | - LeMasters - Minnette - Preston                                               |                        | 2:22     |
| 6.              | «Permanent Price»                  | - LeMasters - Minnette - Preston - John Congleton                              |                        | 3:06     |
| 7.              | «Missing Out»                      | - LeMasters - Minnette - Preston - DeBold                                      | - Rechtshaid - DeBold  | 3:16     |
| 8.              | «Hurts Me»                         | - LeMasters - Minnette - Preston - Rechtshaid                                  |                        | 2:58     |
| 9.              | «That's What I Get»                | - LeMasters - Minnette - Preston - DeBold - DiSerafino                         |                        | 3:51     |
| 10.             | «Guitar Romantic Search Adventure» | - LeMasters - Minnette - Preston - Rechtshaid                                  |                        | 4:03     |
| Total duración: | Total duración:                    | Total duración:                                                                | Total duración:        | 33:58    |

## Gráficos
| Lista (2022)                                      | Mejor posición |
| ------------------------------------------------- | -------------- |
| Estados Unidos Top Alternative Albums (Billboard) | 5              |
| Estados Unidos Top Rock Albums (Billboard)        | 7              |
| Estados Unidos Billboard 200                      | 49             |
| Australia Australian Albums (ARIA)                | 80             |
| Reino Unido Albums (OCC)                          | 88             |
| Irlanda Irish Albums (IRMA)                       | 97             |